# Liste de prénoms turcs
Voici une liste de prénoms turcs.
Les prénoms turcs ont tous une signification, souvent liée à des qualités, à des éléments,. La diversité des cultures que la Turquie a connues dans son histoire a donné des prénoms d'origines très variées. Ainsi il existe des prénoms de provenance arabe (Mehmet, Osman, Hasan), mongole (Cengiz, Kubilay, Kurt, Turhan), persane (Bülent) ou grecque (İskender),,,,
En tête de chaque liste est précisé si un prénom est féminin (f), masculin (m) ou mixte (x).
- Haut – A
- B
- C
- D
- E
- F
- G
- H
- I
- J
- K
- L
- M
- N
- O
- P
- Q
- R
- S
- T
- U
- V
- W
- X
- Y
- Z

## A
| (m) : - Abbas (origine arabe) - Abdi - Abdullah (origine arabe, « serviteur de Dieu ») - Abdülhamit - Abidin - Abdulkadir - Abdurrahim - Abdulhakim - Abdulsamet - Abdulhadim - Abdullatif - Abdulhalim - Abuzer - Acem (de l’arabe ajam, « Persan ») - Ada : île - Adan - Adam - Adem (origine hébraïque, Adam) - Adnan (origine arabe) - Agah - Ahmed (origine arabe) - Ahmet : cf. Ahmed - Akif - Akın - Aksel : Ak: blanc, pur / sel: torrent - Alemdar : porte-drapeau - Ali (origine arabe) - Alim : (origine arabe, « savant ») - Alp : Courageux, héroïque - Alparslan ou Alpaslan : lion héroïque, cf. sultan Alp Arslan - Alpay : Soldat de la lune - Alperen : Guerrier sain - Altan : Aube rouge - Aman - Ahmet - Anıl : relatif au souvenir - Aptil (origine estoniennienne) - Arcan ou Arkan - Arda - Arel - Arif (origine arabe, « connaisseur ») - Arman - Asil : Noble - Aslan ou Arslan : Lion - Ata : Ancêtre - Atakhan (ou Atakan) - Atıf (origine arabe, « bienveillant ») - Atıl - Atilla - Avni - Ayann - Aycan - Aydemir - Aydın : illuminé, clair, lumière (littéraire) - Aykut - Ayla - Aytunç: Ay: lune : Tunç: bronze - Azameddin - Azer - Azim (origine arabe, « détermination ») - Aziz (origine arabe, « être cher ») - Azmi | (f) : - Açelya : azalée - Adil (origine arabe, « juste ») - Afet : catastrophe - Afife (origine arabe, « chaste ») - Ahu - Akkiz : fille blanche (pur, propre) - Alev : Flamme - Aliye - Aleyna: qui apporte bonheur et lumière. - Arzu : Désir - Asiye : rebelle - Aslı : Réelle - Aslıhan - Asuman : Ciel - Ayça - Aycan - Ayda : à la lune - Aydan : de la lune - Ayfer - Aygen - Aylin : Clair de Lune - Ayşe (origine arabe, Aïcha) - Ayşen: ay: lune / sen: joie, fête - Ayşegül: - Aysel: Ay: lune / sel: torrent - Aysuda: lune dans l'eau - Aysude - Aysu : Eau de lune - Aysun : aussi belle que la Lune - Aytaç : couronne de lune - Aze - Azize (origine arabe, « sainte, puissante ») - Azra (origine arabe, « pure, vierge ») (x) :Azade A Asya |

## B
| (m) : - Babich - Baha - Bahaddin - Bahadır : héros, cf. persan Bahadour, mongol Baatar, russe bogatyr’ - Bahri - Bahtiyar : Bakhtiar, nom persan lié à la tribu des Bakhtiaris - Baki - Bakır : cuivre - Baran - Barış : paix - Basri - Batuhan : Prince fort, solide cf. Batu Khan - Batbayan - Bayram : Fête - Bedri - Behice - Behlul - Behzad - Bekir - Bektaş - Besim - Bestami - Berkant - Bertug - Beşir : (arabe bashîr, Béchir, porteur de bonnes nouvelles) - Beyazıt : Beyazid - Bica - Bilgin : savant - Birkan : un sang - Birol : Bir: un / ol: sois (être à l'impératif) - Bora : Vent violent ou Bora - Bulut : Nuage - Bülent - Bünyamin : Benjamin - Burak : Bouraq - Burhan : preuve (Origine arabe burhân) - Burkan | (f) : - Bade - Badegül - Bahar : signifie « printemps » en persan et en turc. - Bahriye - Başak : pointe de flèche ou signe astrologique: vierge - Bedriye - Begüm : princesse, cf. bégum - Behiye - Belgin : Claire - Belkız - Belin - Beliz : signe - Bengü - Bensu : Je suis l'eau - Beren : Agnelle - Beria - Beril - Berna : Jeune - Berrin - Besime : souriante (arabe basîma), Bassima - Beste : Mélodie - Betül : (arabe batûl), « vierge » - Beyda - Beyza : (arabe bayḍâ’ : blanche), « très blanche » - Bilge : Sage - Binnur: Bin : mille / nur : lumière divine - Bircan : une vie - Birgül : une rose - Birsen : tu es l’unique - Buket : bouquet - Burcu : parfumée - Buse - Büşra : (arabe bushra, Bouchra) bonne nouvelle |

## C
| (m) : - Can : Vie, âme - Cabir : qui réconforte (arabe jâbir) - Cafer : équivalent turc de Jafar - Cahit - Canatay - Cebrail : Gabriel - Celal : majesté, splendeur (arabe jalâl) - Celil : splendide (arabe jalîl) - Cem (prénom) : vient de Cemil ou Cemal - Cemal : Beauté (arabe jamâl) - Cemil : Gentillesse (arabe jamîl) - Cengaver - Cengiz : prénom issu de Gengis Khan - Cenk : Bataille - Ceyhun : nom turc de l'Amou Daria - Cezmi - Cihan : monde - Cihat : effort, jihad - Civan - Coşkun ou Coskun : Enthousiaste - Cumali - Cumhur : peuple, public (arabe jumhûr) - Cüneyt : petit soldat (arabe junayd), Junayd | (f) : - Cahide - Canan : Cœur, souffle (arabe janân) - Canip - Cansu : mixte de vie (can) et eau (su) - Cemile : belle (arabe jamîla) - Cemre - Cennet : paradis (arabe janna) - Ceren : jeune gazelle - Ceyda - Ceylan : biche - Ceylinaz |

## Ç
| (m) : - Çağlayan - Çayan - Çelebi - Çelik : acier - Çetin : solide, difficile - cetinkaya : rocher (kaya) solide, dur - Çınar : platane | (f) : - Çağla : amande verte, non mûre - Çağlanur - Çağlar - Çağrı : Invitation, appel - Çakıl - Çalayan - Çayan - Çiçek : Fleur - Çiğdem : Crocus - Çilem - Çisem - Çeçilya |

## D
| (m) : - Daniel - Davut : David - Daymi - Deniz : mer - Derya - Derviş : derviche - Desim - Devlet : état, pays (arabe dawla) - Devran : moment, temps, monde - Devrim : révolution - Dilhan - Diyar : monde, pays - Doğa : nature - Doğan : qui est né ; faucon - Doğanay : Doğan : qui nait / ay: lune - Doğan : sud - Doğacan: - Doğuş : naissance - Doğukan : - Doruk : sommet - Dündar - Duran - Durmuş - Dursun - Duzgun | (f) : - Damla : goutte - Defne : laurier (du grec daphnê, Daphné) - Demet : bouquet - Deniz : mer - Delal : doux - Derya : horizon, infini, dérivé du persan "océan" - Dicle : nom turc du fleuve Tigre - Digdem - Dilara : aimante - Dilan - Dilanur - Dilek : vœu - Dilber : précieuse - Dilfuruz - Dondü - Dolunay : pleine lune - Döne - Dudu - Dürdane : perle rare - Durdu - Düriye - Duru - Duygu : sentiment - Dünya : la vie sur terre, le monde (arabe dunyâ) |

## E
| (m) : - Ebru - Ebubekir, équivalent d'Abû Bakr en arabe, compagnon et beau-père de Mahomet (voir aussi Bekir) - Edip: Œdipe personnage mythologique - Ediz - Efe : courageux, vaillant - Efkan - Efray - Ege : mer Égée - Ekrem - Emir - Emin : Amin - Emrah : qui donne des ordres ou qui chante et danse - Emre : ami - Ender : très rare - Enes - Enescan - Engin : vaste - Ensari - Enver : Anouar - Eray - Ercan - Ercüment : équivalent du persan Arjomand - Erdal - Erdem - Erdi - Erdinç - Erdoğan : faucon (doğan) homme/soldat (er = " adam/asker") - Eren: personne sainte, sainte - Ergün - Erhan - Erkan - Erkin - Erman - Erol : brave - Ersin : illuminé - Ertan : Er: homme / Tan: horizon - Ertuğrul : homme-autour - Eser : œuvre - Esme - Esmer : basané (arabe asmar) - Ethem - Etlan - Eyüp : Job | (f) : - Ebru : nuage (du persan abr) ; nom actuel du papier marbré - Ece : reine - Eda : (célébrité) - Efser - Efsun - Ela - Elanur - Elif : connaissance (arabe alîf) - Elmas : diamant (arabe almâs, du grec adamas) - Elvan : - Emel : Espoir, désir, souhait (arabe amal) - Emine : Amina - Erkül - Esen : en bonne santé - Esila - Esin: inspiration - Esma : plus élevée (arabe asmâ’, Asma) - Esmahan - Esra : rapide - Eylem : manifestation - Eylül : septembre - Ezgi : mélodie - Ezgül (x) : - Ekin : récolte - Evren : univers |

## F
| (m) : - Faruk : Farouk, qui distingue le vrai du faux (arabe fârûq) - Feyyaz - Fatih : conquérant (arabe fatîḥ) - Fehmi - Ferhat : confort (arabe farḥât) - Ferdi - Ferat - Feridun : Fereydoun, héros du Shâh Nâmeh - Ferit : unique (arabe farîd, Farid) - Ferruh - Fevzi : victorieux (arabe fawziyy, Faouzi) - Fikret - Fikri : l'idée, la pensée - Fırat : nom du fleuve Euphrate - Fuat : cœur (arabe fu'âd, Fouad) - Furkan : discernement (arabe furqân) | (f) : - Fadime : Fatima - Faty: diminutif de Fatima - Fatma : Fatima - Fatmagül : « rose de Fatima » (Fatima Zahra) - Fatoş - Felya - Ferdag - Fehime : intelligente (arabe fahîma) - Ferhunde - Feride : unique (arabe farîda, Farida) - Feryal - Ferzan - Feza - Figen - Filiz - Firdevs : paradis (arabe firdaws) - Firuze : turquoise, d'origine persane - Fitnat - Funda - Füsun - Fahriye |

Feraye

## G
| (m) : - Gaffari - Gani : riche (arabe ghaniyy) - Garip : étrange, bizarre (arabe gharîb) - Gazi : victorieux (arabe ghâzî) - Gökalp : héros du ciel, héros céleste - Gökay - Gökçe - Gökçen - Gökdeniz : gök = ciel / deniz = mer - Gökhan ou Gökan : Empereur celeste, empereur des cieux - Göktug - Gönül - Güçlü : fort - Güney : Sud - Güngör - Gürcan : Gür = fort / can = vie, âme - Gürkan : Gür = fort / kan = sang - Gürsel : Gür = fort / sel = torrent - Güven : confiance - Gonul | (f) : - Gamze : fossette - Ganimet : butin (arabe ghanîma) - Gelengül - Gizem : mystère - Gonca : bourgeon - Gökçe - Gökçen - Gönul : Cœur - Görkem - Gözde : populaire - Gözen - Gül : Rose, cf. persan gol - Gülay: Gül = rose / Ay = lune - Gülbahar: Gül= rose / bahar = printemps - Gülben: Gül = rose / ben = moi, ou grain de beauté - Gülbeyen - Gulden - Gülen : riante - Gülfem - Gülhan: rose du peuple Han - Güliz : impression de rose - Gülizar - Gülistan : jardin de roses, roseraie, cf. persan golestan - Gülnar : rose de grenadier - Gülperi : rose-fée - Gülsemin - Gülseren - Gülsen: Gül = rose ou ris (impératif de rire) / sen / toi - Gülsün - Gülten: Gül = rose / ten = teint - Gündem : actualité - Güner - Güneş : Soleil - Günsu : eau de Soleil - Güzide - Güzin |

## H
| (m) : - Habib : bien-aimé - Hacı : pèlerin, hadji - Hakan : Le han des han, l'empereur des empereurs, grand empereur - Hakkı - Haldun - Halid : éternel (arabe khâlid, Khaled) - Halife : calife, Khalifa - Halim : magnanime (arabe ḥalîm) - Halil : ami intime (arabe khalîl, Khalil) - Halis : honnête, loyal, pur (arabe khâliṣ) - Haluk - Hamdi - Hamdullah : louange à Dieu - Hami - Hamit : louable (arabe ḥamîd) - Hamza : lion - Hanifi - Harun : Aaron, Haroun - Hasan : Hassan - Hasari - Hasib - Hasmet - Haşim : Hachim - Hatib : prédicateur (arabe khâṭib), khatib - Hayati - Haydar : lion - Hayrettin : bien de la religion (arabe khayr ad-dîn) - Hayri - Hazar - Hazim - Hıdır - Hıfzı - Hıncal - Hızır : Al-Khidr - Hidayet : bonne voie, bonne route - Hikmet : sagesse (arabe ḥikma) - Hilmi - Hizbullah : parti de Dieu, cf. Hezbollah - Hudayi - Hulusi - Hurşid : soleil brillant, du persan Khorshid - Hüdavendi - Hünkar - Hüsameddin - Hüseyin : Hussein en arabe - Hüsnü : bonté (arabe ḥusnî), Hosni | (f) : - Habibe - Hacer: Agar - Hadise : évènement (cf. hadith) - Hale - Halide : éternelle (arabe khâlida) - Halise: honnête, loyale, pure (arabe "khâliṣ") - Halime : magnanime (arabe ḥalîma) - Hamide : louable (arabe ḥamîda) - Hamiyet - Handan - Hande : le sourire (persan khande) - Hanife :vertueuse (arabe ḥanîfa) - Hanım : madame - Hasibe - Hasret : nostalgie - Hatice : Khadija - Hatun - Havva : Ève - Hayat : la vie (arabe ḥayât) - Hayriye - Hazal - Hediye - Helin : nid d'oiseaux - Hidayet - Hilal : croissant - Hülya : rêverie - Hüner - Huriye - Hürmüz - Hüsniye : féminin de Hüsnü (bonté) - Hümeyra (origine perse) |

## I/İ
| (m) : - Ibrahim : Abraham - İhsan : excellence (de l'arabe Al-Ihsân, l'excellence) - İlber - İlhami - Ilhan empereur - İlkan - İlker : premier garçon de la famille - İlyas : Élie - İnan : croyant - İrfan - İshak : Isaac - İsmail : Ismaël - Ismet : vertu, chasteté - ikiz: jumelles | (f) : - İclal - İdil - İffet : chasteté, vertu - İkbal: prospérité, succès - İlahe - İlayda - İldem - İlginay - İlke - İlknur : Première lumière - İmihan - İmran - Ineya: Sollicitude ou Attention ( issu de l'arabe Inaya ) - İnci: perle - İpek : soie - İrem - İsmiye - İzel: lignes de la main - Isa : Jésus - Ismigül: son nom est Rose |

## K
| (m) : - Kaan - Kadir : fort (arabe qâdir) - Kahraman : Sauveur - Kamber - Kamil : parfait (arabe kâmil) - Kayahan: Roc du peuple Han - Kaz - Kemal : perfection (arabe kamâl) - Kenan (en) - Kerem : générosité (arabe karam) - Kerim : généreux (arabe karîm, Karim) - Kıvanç : joie, honneur, vantardise - Koray : lune de braise - Korhan - Kubat: - Kubilay : issu du mongol Kubilai - Kubrat: issus des mots turc "qobrat" réunir et "qurt" loup (connu pour avoir été porté par le chef tribal Khan Kubrat) - Kubrathan - Kurtuluş - Kurt: Loup - Kürşat - Kurban : cadeau pour l'Amour de Dieu (d'origine arabe) - Kutluhan - Kuzey : vers le nord | (f) : - Kader : Destin, destinée (arabe qadar) - Kadriye - Kaniye - Kejal - Kelebek : Papillon - Kevser : Kawtar ou Kawthar, un fleuve du Paradis - Kezban - Kıymet: valeureux, précieux - Kiraz : Cerise - Kısmet - Kudret : force (arabe qudra) - Kumru : colombe, tourterelle turque - Kübra |

## L
| (m) : - Levent - Lütfü - Lydof | (f) : - Lale : Tulipe - Lalegül - Lamia d'origine arabe = qui a la beauté des lèvres. - Latife : aimable (arabe laṭîfa, Latifa) - Lamine: issu de l'arabe Al Amine - Leman - Lerzan - Leyla - Lütfiye : féminin de Lütfü - Leyhan - Lila |

## M
| (m) : - Macide - Macit : glorieux (arabe majîd), Majid - Mahir - Mahmud : de l'arabe maḥmûd, Mahmoud : Louable - Mahmut: cf. Mahmud - Makksut - Mansur : victorieux (arabe manṣûr, Mansour) - Mehmet prénom le plus donné en Turquie. Parfois sous la forme Mehmed, variantes de Mohamed - Melih - Memduh : loué (arabe mamdûḥ) - Memet - Menderes - Mert : courageux - Mesut : heureux (arabe mas`ûd, Massoud) - Mete - Metin : texte - Mevlüt: nourrisson - Mikail : Michel - Mitat - Mohammet - Muharrem : premier mois du calendrier musulman (arabe muḥarram), Mouharram - Muhsim : bienfaiteur (arabe muḥsin) - Mulla - Murat : désiré (arabe murâd, Mourad) - Murad : cf. Murat - Musa : Moïse (arabe mûsâ) - Mustafa : issu de l'arabe muṣṭafâ, Moustapha : élu pour sa pureté - Mutlu : joyeux - Müjdat: heureuses nouvelles - Münir : lumineux (arabe munîr, Mounir) - Müslüm : musulman | (f) : - Mahide - Makbule: appréciée - Manolya - Maya - Mayra - Mavi : La couleur bleue - Medine : Médine - Mehtap : Clair de lune - Melda - Melek : Ange (arabe malak) - Meliha - Melike : reine (arabe malika, Malika) - Melis ou Melisa : Mélisse - Melodi - Melsa - Meltem - Meral - Merve : Marwah, une colline de La Mecque associée à Safâ - Meryem : Marie - Mihriban - Muazzez - Munise - Mutlu : Heureux - Mübeccel : respecté (arabe mubajjal) - Müberra ; - Müge: muguet - Müjde : bonne nouvelle (persan Mojdeh) - Müjgan - Mikail : gentille - Mohadji: issu de l'arabe Mouadhz |

## N
| (m)) : - Naci - Nadir : Rare (arabe nâdir) - Naim - Nazım - Necati - Necip - Necmi - Necmettin : étoile de la religion (arabe najm ad-dîn) - Nedim - Nejat - Nessimi - Nevzat: nouveau-né - Nezih - Nihat - Niyazi - Nizam : ordre (arabe niẓâm) - Nizamettin : ordre de la religion (arabe niẓâm ad-dîn) - Numan - Nurayet - Nurdoğan : de nur « lumière divine », et doğan « qui est né » - Nuri - Nurrettin : lumière de la religion (arabe nûr ad-dîn) - Nurullah : lumière de Dieu - Nusret | (f) : - Naciye - Nagihan - Naile - Naime - Nalan - Nas - Naz - Nazan - Nazli - Nazmiye - Necla - Nedime - Nergiz : narcisse (fleur) - Nermin - Neslihan - Nesrin : rose sauvage (arabe nisrîn) - Neva - Nevcan - Nevin - Nevra - Nida - Nigar - Nil - Nilay : lune du Nil - Nilgün : jour du Nil - Nilüfer : nénuphar - Nimet : bienfait, grâce (arabe ni`ma) - Nisa - Nur : lune, lumière (arabe) - Nuran - Nuray : lune brillante - Nurcan - Nurdan - Nurdane - Nurhayat - Nurihan - Nurseli - Nursel - Nurşen |

(f) Nurgül

## O
| (m) : - Oğuz - Okan - Okay - Oktay - Olcay - Onat : droit, juste - Onay - Onder leader, chef - Onur : Honneur, fierté - Oral - Orçun - Orhan - Orkun - Osman | (f) : - Oya - Oylum - Ozan nom donné aux anciens artistes turcs |

- Oğuzhan

## Ö
| (m) : - Öğünç - Ömer : variante turque d'Omar - Özcan - Özer: Öz: véritable / er: homme - Özhan: Öz: véritable / han : du peuple Han - Özkan ou Özcan - Öztekin - Özay | (f) : - Ömur toute la vie d'une personne - Örcan - Öykü : une histoire, une narration - Özge : Différente, Étrangère - Özgenur - Özgü : Spéciale - Özgül : - Özlem : Aspiration, nostalgie - Öznur: Öz: véritable / nur: lumière divine (x) : - Özgür : Libre |

## P
| (m) : - Peker - Peyami - Polat: acier | (f) : - Pakize - Pekruhi - Pelin : absinthe - Pembe : Rose - Perihan: Peri:fée / han:du peuple Han - Pınar : Source - Perin |

## R
| (m) : - Rafet - Ragıp - Rahmi: - Ramazan : Ramadan - Rasim - Raşit de l'arabe Rachid - Recep : septième mois du calendrier musulman, Rajab - Refik - Reha: délivrance,salut - Remzi : de l'arabe Ramzi - Resul : envoyé divin, rasoul - Reşat - Reşit : de l'arabe Rachid - Rıfat - Rıfkı - Rıza : contentement (arabe riḍâ), Reza en persan, Ridha ou Redha au Maghreb - Rüstem : Rostam, héros du Shâh Nâmeh, épopée nationale persane - Rüştü ; | (f) : - Roda : Aurore - Rümeysa |

## S
| (m) : - Sabri : patient (arabe ṣabriyy) - Sadık : fidèle (arabe ṣâdiq) - Sadun - Safa - Sakıp - Salim - Salih : pieux (arabe ṣâliḥ) - Samet - Sami - Sarp - Satı - Satılmış - Savaş : guerre - Seçkin : choisi parmi beaucoup - Sedat - Sefer - Selahattin : intégrité de la religion (arabe ṣalâḥ ad-dîn), Saladin - Selçuk - Selim : sain et sauf (arabe salîm) - Samia - Semih - Serdar - Serhan - Serhat - Serkan - Servet : fortune (arabe tharwa) - Seyfullah beyza - Sevde (x) - Seyid de l'arabe Sayin - Seymen - Sezai - Sezgin - Sinan : guerrier - Sırrı - Soner : dernier garçon de la famille - Suabi - Suat - Süha - Süher - Süleyman : Salomon - liens - Sezer |  | (f) : - Saadet : bonheur - Sabriye : patiente (arabe ṣabriyya) - Safiye : pure (arabe ṣafiyya) - Şahika - Sakine - Saliha - Samia - Saniye - Saray - Sariye - Seçil - Seda - Seher : avant l'aube - Selda - Selen - Selenay - Selin - Selma : saine et sauve (arabe salmâ) - Selvi - Selvin - Sema - Semra - Sena - Senay - Senem - Serah : origine du nom arabe et hébreu Sarrah ou Sarra qui signifie qui rend heureux - Serap - Serpil - Serra - Sertap - Sev - Seval - Sevce - Sevda : amour - Sevde (x) - Sevgi - Sevtap - Sevinç : joie - Sevil - Sevilay - Sevim - Seyyal - Sıdıka : très sincère (arabe ṣiddiqa) - Sıla - Sibel - Simge : symbole - Sinem - Songül : dernière rose - Sude - Suna - Sunay - Süheyla - Süheda - Sultan - Suzan - Sümeyya - Süreyya : Pléiades (arabe thurayyâ), cf. persan Soraya, synonyme d'Ülker |

## Ş
| (m) : - Şaban : huitième mois du calendrier musulman (arabe sha`bân), Chaabane - Şadan - Şafak : aube - Şahin : de l'arabe chahine (faucon) - Şakir : reconnaissant (arabe shâkir) - Şelčuk - Şenol :sois joyeux - Şerafettin : vient de l'arabe Charfeddine qui signifie: honneur de la religion - Şerif : noble (arabe sharîf), Chérif - Şevket : dérivé de l'arabe shawq : passion - Şevki : dérivé de l'arabe shawq : passion - Şimşek : Éclair - Şükrü : reconnaissant (arabe shukriyy) | (f) : - Şadiye - Şahika - Şahnur - Şaylan - Şebnem - Şehrazat : du persan Schéhérazade - Şehriban - Şenay: lune joyeuse - Şengül : rose joyeuse - Şerife : noble (arabe sharîfa), Chérifa - Şeyda : Colombe de l'amour dans le jardin du paradis (persan) - Şeyma - Şirin : mignon(nne) - Şölen : cérémonie - Şule - Şükran : merci (arabe shukran) - Şükriye : reconnaissante (arabe shukriyya) |

Sukurami

## T
| (m) : - Tacettin : couronne de la religion (arabe tâj ad-dîn) - Tahir : pur (arabe ṭâhir) - Tahsin - Talat - Tamer : Dompteur - Tamsir - Taner: Tan: aube / er: homme - Tanju - Tansel: Tan: aube / sel: torrent - Tarık : de l'arabe Tariq - Tarkan - Taşkın - Tayfun : Typhon - Taylan - Tayyip : bon (arabe ṭayyib) - Tekin : prince - Temel : base - Teoman - Tervel - Timuçin : de fer (variante de Temuçin, prénom de Gengis Khan) - Timur : fer (prénom de Tamerlan) - Toktamış : Tokhtamych, du mongol togtoo- : établir - Tolga : casque - Tolgahan - Tolunay - Toros : possiblement les monts Taurus - Tugay: brigade - Tuncay : lune de bronze (ay: lune) - Tunç : bronze - Turabi - Turan - Turgay - Turgut - Tümer - Türker: homme turc - Tahan | (f) : - Tanem - Tansu: Tan: aube et su: eau - Tenzile - Tijen: de l'arabe Tidjiane - Tomris - Tuba - Tuçe - Tugba - Tuna: Danube - Tülin - Tülay - Tuluğ - Türkan - Terma |

## U
| (m) : - Ufuk : Horizon - Uğur : Bonne chance - Ulaş - Ulvi - Umur - Umut : Espoir - Utku : Victoire - Uygar civilisé - Uzay : Espace | (f) : - Umman - Umay - Uğraş (x) : - Umran - Uzun |

## Ü
| (m) : - Ümit : Espoir - Ünal - Ünsal - Üzeyir | (f) : - Ülfet: du nom arabe Olfa qui signifie tendresse et familarité - Ülkü : Idéal - Ülker : Pléiades, synonyme de Süreyya - Ümmü : mère (arabe umm) - Ümmü Gülsüm : Oumm Koulthoum bint Mouhammed ou Oum Kalthoum - Ümmühan (x) : - Ümran |

## V
| (m) : - Vahap : indulgent, compatissant de l'arabe abdoulwahab - Vahdet : unité (arabe waḥda) - Vahit : seul (arabe waḥîd) - Varol : vive - Vecdi : composé de l'extase : de l'arabe Wejdi - Vecihi - Vedat - Vehbi - Veli : tuteur, représentant - [Veysel : loup : de l'arabe Uveys | (f) : - Verda : de l'arabe Warda (la rose) - Vildan (x) : - Volkan : volcan |

(f) Vedia

## Y
| (m) : - Yağız : Basané - Yalçın : Robuste - Yalın - Yamaç - Yaman : fûté - Yasin : de l'arabe Yacine - Yaşar : qui vivra - Yavuz - Yekta - Yetkin - Yener : qui vaincra - Yiğit - Yıldırım : Foudre - Yılmaz : audacieux, intrépide, qui ne s'effondre pas - Yücel : yüce: sublime / el : main - Yüksel : qui excelle - Yunus : Jonas - Yusuf : Joseph | (f) : - Yağmur : Pluie - Yaren - Yasemin : Jasmin - Yaşam : Vie - Yelda : dans la Brise - Yeliz : marquée par le Vent, empreinte du Vent - Yeşim : Jade - Yeter : assez - Yıldız : Étoile - Yonca : Trèfle - Yosun : algue - Yssa: Issa - Yüksel : qui excelle - Yurdagül : rose pour la patrie |

## Z
| (m) : - Zafer : victoire - Zekeriye : Zacharie - Zeliha - Zeki : intelligent - Zeynel - Ziya - Zülfü - Zühtü | (f) - Zahide: pieuse, ascète et dévouée - Zarife - Zayde - Zehra : fleur - Zeliha - Zeren - Zeriban - Zerrin - Zeynep prénom féminin le plus porté en Turquie depuis 1950, équivalent de l'arabe Zaynab - Zinnet - Zöhre - Zuhal - Zübeyde : de l'arabe Zoubida - Zülal (arabe زلال) : ce qui est pur, ou eau pure et douce - Zülfiye - Zümrüt : émeraude |